# Guadagnolo
Guadagnolo est une frazione de la commune de Capranica Prenestina dans la province de Rome de la région du Latium en Italie.

## Géographie
Guadagnolo est située à 6,21 kilomètres au nord de Capranica Prenestina sur le Mont Guadagnolo. Cette frazione est la localité habitée la plus élevée de la région du Latium.

## Sites particuliers
- Sanctuaire de la Mentorella, dédié à Marie[1].
- Bâtiments de l'Université agraire de Guadagnolo.